# Maximianus (dichter)
Maximianus (soms Maximianus Etruscus genoemd) is een Latijns elegisch dichter uit de 6e eeuw, die bekend staat als "in zekere zin de laatste van de Romeinse dichters".

## Leven
Behalve wat men kan afleiden uit zijn gedichten is er niets bekend over het leven van Maximianus. In zijn geschriften beweert hij van Etruskische afkomst te zijn (me … Etruscae gentis alumnum [5.5]); hij beschrijft zijn jeugd en volwassen leven, met onder meer zijn vriendschap met Boëthius, die hij prijst als de "grootste onderzoeker van grootse zaken" (magnarum scrutator maxime rerum [3.47]); en zegt dat hij op oudere leeftijd als gezant naar het keizerlijke hof in Constantinopel gestuurd werd [5.1-4]. Sommige onderzoekers stellen echter dat de dichter in zijn geschriften een rol speelt, en dat men niets, zelfs niet de naam Maximianus, met zekerheid kan aannemen.

## Dichtkunst
De poëzie van Maximianus, die gewoonlijk onderverdeeld wordt in zes afzonderlijke elegieën, behandelt het contrast tussen de zwakheid van de gevorderde leeftijd en de hevigheid en verliefdheid van de jeugd. Sommige onderzoekers hebben een verband gelegd met de topos van de senex amans, de "verliefde ouderling", die vaak voorkomt in de klassieke komedie en bij Ovidius.
De eerste, en langste, elegie schetst in detail de ellende van de "gevangenis", de "levende dood", die de ouderdom is. De tweede gaat over de liefde die de dichter voelt voor Lycoris, zijn geliefde die hem verliet toen hij ouder begon te worden. De derde en de vierde elegie behandelen zijn jeugdige liefde voor Aquilina en Candida. In de vijfde elegie vertelt hij over een kortstondig rendez-vous met een Grieks meisje tijdens zijn gezantschap in het Oosten en over haar reactie op zijn impotentie. (Wanneer hij haar probeert te troosten, snikt ze: "Dat is het niet! Het is de algemene chaos van de wereld.") De zesde elegie, die uit niet meer dan twaalf verzen bestaat, drukt opnieuw de angst voor de naderende dood uit. In het hele werk van Maximianus "worden de dreiging van de dood en de droefheid van het verouderen gezien als vertegenwoordigers van het einde van de heidense cultuur en zijn levensvreugde".

## Receptie
Ondanks haar erotische inhoud behoorde de poëzie van Maximianus tot de teksten die in de 11e en 12e eeuw gebruikt werden om schooljongens de grondslagen van het Latijn bij te brengen. Toch uitte de beroemde grammaticus Alexander van Villedieu kritiek op het gebruik van Maximianus' teksten:

Quamvis haec non sit doctrina satis generalis,
proderit ipsa tamen plus nugis Maximiani.

(Hoewel dit geen voldoende algemene vorming is,
zal ze toch meer opleveren dan de onzin van Maximianus.)

Misschien omdat zijn gedichten in het basisonderwijs gebruikt werden, vindt men veel echo's en referenties naar Maximianus bij middeleeuwse auteurs, van Hugo van Sint-Victor tot Gerald van Wales, Godfried van Vinsauf, Nigel van Longchamps, Alanus van Rijsel en Wouter van Châtillon. Bovendien bouwde een Middelengels gedicht met de titel "Le Regret de Maximian" voort op de eerste elegie van Maximianus en blijkt uit verschillende onderzoeken dat Geoffrey Chaucer gebruik maakte van het werk van de Latijnse dichter. Later citeerde zelfs Montaigne de eerste elegie meermaals in zijn laatste essay, "Over de ervaring".

## Edities
Hoewel er al meerdere gedrukte edities van het werk verschenen waren in de 15e eeuw, was het de editie uit 1501 van de Napolitaanse jongeling Pomponius Gauricus die de aandacht trok van wetenschappers in de renaissance. Gauricus liet het distichon waarin de naam Maximianus staat weg en verving dit door een verwijzing naar Boëthius. Hij schreef het werk in zijn editie toe aan de eerste-eeuwse dichter Cornelius Gallus, wiens elegieën verloren gewaand werden. Deze enthousiaste fout (of was het een bewuste vervalsing?) zorgde ervoor dat de gedichten van Maximianus honderden jaren lang onterecht aan Gallus toegeschreven werden. Gauricus lijkt ook verantwoordelijk te zijn voor de onderverdeling tussen de elegieën, terwijl ze in alle handschriften als één lang gedicht opduiken. Deze opsplitsing is door de volgende uitgevers aangehouden.
De belangrijkste kritische edities van Maximianus werk zijn:
- Maximianus (1883). Maximiani Elegiae (E. Baehrens, Uitg.). In Poetae Latini Minores V (pp. 318-348). Lipsiae: In aedibus B. G. Teubnerii.
- Maximianus (1900). The Elegies of Maximianus (R. Webster, Uitg.). Princeton: Princeton Press, 1900, pp. 7–11.
- Massimiano (1970). Massimiano: Elegie (T. Agozzino, Uitg.). In Biblioteca Silva di Filologia. Bologna: Silva.
- Maximianus (2012). Elegiae (L. Spinazzè, Uitg.). Musisque Deoque. A digital archive of Latin poetry.
- Maximianus (2018). The Elegies of Maximianus (A. M. Juster, Uitg. & Vert.). Philadelphia: University of Pennsylvania Press.

## Vertalingen
Volgens het repertorium van Patrick De Rynck en Andries Welkenhuysen is de enige Nederlandse vertaling van Maximianus' verzen die van Allard Schröder uit 1987. In andere talen werd Maximianus' werk al eerder vertaald.
- Maximianus (1987). Elegieën. Tekst en vertaling (Just Schadd en Allard Schröder, Vert.). Amsterdam: Straat.

- Bibsys: 1581514964508
- Biblioteca Nacional de España: XX1434904
- Bibliothèque nationale de France: cb11886931j (data)
- CiNii: DA02879620
- Gemeinsame Normdatei: 11873217X
- International Standard Name Identifier: 0000 0001 1682 6841
- Library of Congress Control Number: n85311132
- Nationale bibliotheek van Australië: 35037636
- Nationale Bibliotheek van Israël: 987007277574805171
- Nederlandse Thesaurus van Auteursnamen: 073332410
- Réseau des bibliothèques de Suisse occidentale: 02-A003575959
- LIBRIS: 209409
- Système universitaire de documentation: 026663635
- Trove: 808435
- Virtual International Authority File: 88034428